# 楊肇
楊 肇（よう ちょう、？ - 275年）は、中国三国時代から西晋にかけての政治家、武将。字は季初あるいは秀初。司隷滎陽郡宛陵県の人。父は魏の中領軍・楊曁。息子に楊潭（道元）、楊歆（公嗣）と娘が一人（潘岳妻）、孫に楊彧（長文）、楊経（仲武）。

## 生涯
『山公啓事』（山濤が人材を選抜するとき各人に題目を付けたもの）の中で、楊肇は才能を有する人物とされ、草書、隷書を得意とした（『書断』での評価は双方とも「能品」）。また潘芘と友人であり、彼の息子の潘岳が12歳の時（258年）に才能を認め、自身の娘との婚姻を約した。
魏の時代、軹県令、廷尉の属官、野王の典農中郎将、司馬昭の相国府の参軍を務め、東武伯に封じられた。晋の時代には、近衛兵を統率し、東莞太守の後に荊州刺史、折衝將軍に任じられた。
泰始八年（272年）9月、晋に投降した歩闡を救援すべく、羊祜は江陵に、徐胤は建平郡に、楊肇は西陵に侵攻した。一方で呉の陸抗は歩闡の籠る西陵城を包囲したまま、楊肇軍と対峙した。
この時、呉から将軍・朱喬と営都督・兪賛が投降するという事件が起こり、特に兪賛は陸抗軍の内情を熟知しており、彼から異民族部隊の練度が低いという情報を得た。翌日、楊肇はその部隊の持ち場を攻撃したが、陸抗が前夜に部隊を入れ替えており、また他の部隊も増援に回されたため矢と投石が雨のように降り、楊肇軍に死者が多数出た。
4カ月が経った12月、楊肇は陸抗軍をついに敗れず、夜中に撤退を開始した。陸抗は歩闡に備え追撃を十分に出せなかったが、太鼓を鳴らし追撃の構えを見せたところ、楊肇軍は恐慌に陥って鎧を脱ぎ捨てて逃走した。そうして楊肇軍は、陸抗が放った軽装兵によって大敗北を喫し、羊祜ら他の晋軍も撤退していった（潘岳は『楊荊州誄』の中で兵糧が続かなかったため敗北に至ったと弁護している。『晋書』羊祜伝でも「険阻な地に派遣され兵站が遠くなった」と有司が指摘している。）。
西陵の敗戦により罷免され庶人となり（羊祜は降格）、咸寧元年（275年）4月乙丑に死去した。諡に戴侯。